# Losing My Mind (chanson de Falling in Reverse)
 (juin 2024).
La mise en forme du texte ne suit pas les recommandations de Wikipédia : il faut le « wikifier ».
Les points d'amélioration suivants sont les cas les plus fréquents. Le détail des points à revoir est peut-être précisé sur la page de discussion.
- Les titres sont pré-formatés par le logiciel. Ils ne sont ni en capitales, ni en gras.
- Le texte ne doit pas être écrit en capitales (les noms de famille non plus), ni en gras, ni en italique, ni en « petit »…
- Le gras n'est utilisé que pour surligner le titre de l'article dans l'introduction, une seule fois.
- L'italique est rarement utilisé : mots en langue étrangère, titres d'œuvres, noms de bateaux, etc.
- Les citations ne sont pas en italique mais en corps de texte normal. Elles sont entourées par des guillemets français : « et ».
- Les listes à puces sont à éviter, des paragraphes rédigés étant largement préférés. Les tableaux sont à réserver à la présentation de données structurées (résultats, etc.).
- Les appels de note de bas de page (petits chiffres en exposant, introduits par l'outil «  Source ») sont à placer entre la fin de phrase et le point final[comme ça].
- Les liens internes (vers d'autres articles de Wikipédia) sont à choisir avec parcimonie. Créez des liens vers des articles approfondissant le sujet. Les termes génériques sans rapport avec le sujet sont à éviter, ainsi que les répétitions de liens vers un même terme.
- Les liens externes sont à placer uniquement dans une section « Liens externes », à la fin de l'article. Ces liens sont à choisir avec parcimonie suivant les règles définies. Si un lien sert de source à l'article, son insertion dans le texte est à faire par les notes de bas de page.
- La présentation des références doit suivre les conventions bibliographiques. Il est recommandé d'utiliser les modèles {{Ouvrage}}, {{Chapitre}}, {{Article}}, {{Lien web}} et/ou {{Bibliographie}}. Le mode d'édition visuel peut mettre en forme automatiquement les références.
- Insérer une infobox (cadre d'informations à droite) n'est pas obligatoire pour parachever la mise en page.

Pour une aide détaillée, merci de consulter Aide:Wikification.
Si vous pensez que ces points ont été résolus, vous pouvez retirer ce bandeau et améliorer la mise en forme d'un autre article.
 (août 2024).
Singles de Falling in Reverse
Fuck You And All Your Friends
(2017) Losing My Life
(2018)
Losing My Mind est une chanson du groupe de rock américain Falling in Reverse, sortie le 22 février 2018. Aux États-Unis, la chanson est classée  à la 50e position du classement Billboard Hot Rock Songs. 

## Promotion et sortie
La chanson sort le 22 février 2018, près d'un an après la sortie de leur quatrième album studio Coming Home. Le groupe n'avait pas l'intention d'enregistrer un album, le chanteur Ronnie Radke a annoncé plus tard dans une interview avec Forbes que le groupe ne comptait pas sortir de nouvel album avant un moment. Bien qu'elle n'ait été publiée sur aucun album, la chanson a été incluse sur l'EP Drugs, sorti uniquement sur Spotify.

## Composition et paroles
La chanson a été écrite par le chanteur Ronnie Radke, Cody Stewart et Tyler Smyth, et composée par le groupe Falling in Reverse. La chanson marque le retour du son rap rock au groupe, dont ils avaient quitté le son en 2014 en raison de mauvaises critiques pour leur deuxième album studio Fashionably Late sorti en 2013. Radke a parlé de la chanson dans un communiqué :

« I pretty much do whatever I want when it comes to music and nothing is off limits to me, I spent my whole musical career trying to be different and make songs that people think shouldn’t go together… go together. Dying Is Your Latest Fashion was my first record and that’s a prime example — a bunch of different genres on one album. Nothing has changed since then. When people say, ‘You aren’t allowed to play that kind of music, you are this kind of music,’ it makes me want to do it even more. »

— Ronnie Radke
Dans cette chanson, Ronnie montre à l'auditeur une lettre expliquant comment il a pu surmonter ses problèmes passés tels que l'abandon de sa mère, l'intimidation qu'il a subie et commise dans son enfance et ses problèmes de drogue. Ronnie utilise des mots codés comme dire qu'il est un NASDAQ. Les paroles expliquent comment Ronnie peut être à la fois une rock star et un rappeur et qu'aucune critique ou ses propres fans ne pourraient l'empêcher de faire la musique qu'il veut.

## Clip musical
Le clip est réalisé par Ethan Lader qui avait déjà travaillé avec le groupe sur les clips Superhero et Fuck You And All Your Friends. Le clip est le début d'une histoire pour les futurs clips montrant le chanteur Ronnie Radke luttant avec son autre lui-même. Certains ont dit que le clip avait des effets futuristes, y compris sur la musique. Le groupe n'avait pas de batteur officiel donc Michael Levine était impliqué en tant que batteur dans la vidéo, Levine jouait avec le groupe en tournée en Europe.
En mai 2023, le clip compte 25 millions de vues sur YouTube.

## Charts
| Chart (2018)                                | Position |
| ------------------------------------------- | -------- |
| US Hot Rock & Alternative Songs (Billboard) | 50       |